# Silly Bandz

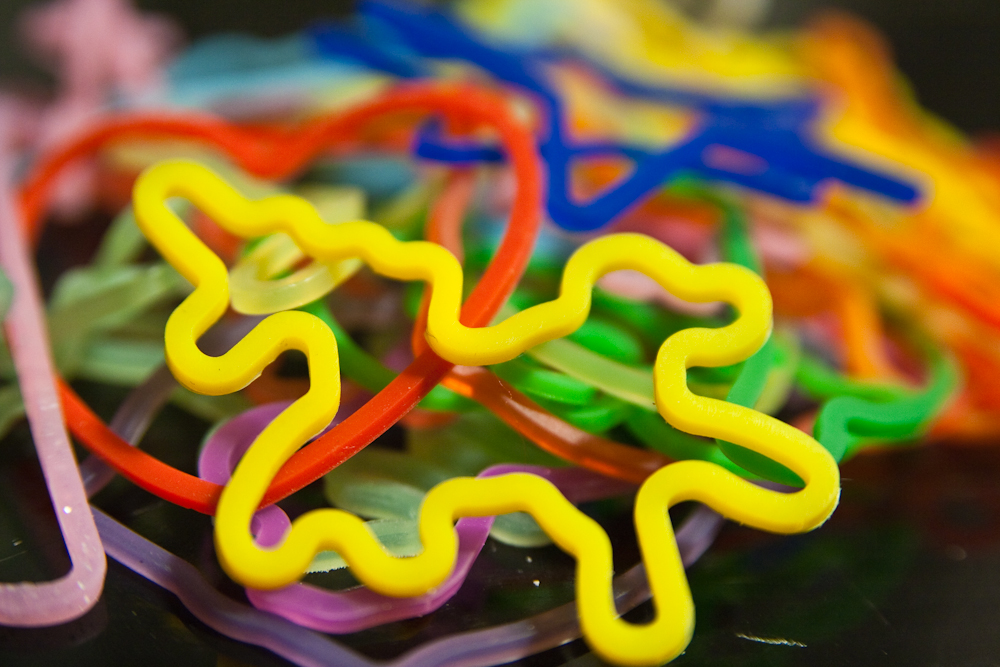
Gumki Silly Bandz w różnych kształtach

Silly Bandz – silikonowe gumki o różnych kształtach i kolorach. Zwykle służą jako bransoletki oraz gumki do włosów. Do Polski moda na silikonowe gumki przyszła w 2010 roku, ale dopiero pod koniec roku można je było łatwo dostać. Pomysł na ich tworzenie zrodził się w Japonii, jeszcze w 2002 roku. Jednakże to w Ameryce gumki zyskały ogromną sławę w 2009 roku. 
Gumki mają różne kształty zwierząt, przedmiotów, są także w kształcie napisów oraz cyfr. Z tego powodu są dzielone na różne zestawy. 
Są one bardzo popularne w Ameryce i szybko podbijają nowe kraje. W niektórych szkołach w Ameryce zostały zakazane, gdyż uczniowie nie uważali przez nie na lekcjach. Młodzież lubi się nimi wymieniać z innymi oraz kolekcjonować.